# Karel Štrbenk
Karel Štrbenk, slovenski vojaški lovski pilot Messerschmitt Bf 109, narednik - vodnik III.razreda, nosilec viteškega meča prve stopnje  * 1907, Velenje, Štajerska, Avstro-Ogrska, † 6. april 1941, Beograd, Kraljevina Jugoslavija.
Obiskoval je osnovno šolo v Škalah pri Velenju in šolanje nadaljeval v šoštanjski deški meščanski šoli, ki jo je leta 1924 zaključil. Vpisal se je v podčastniško letalsko šolo v Mostarju. Leta 1928 je končal tudi pilotsko šolo v 7. letalskem polku v Mostarju. Leta 1930 je zaključil šolanje za lovskega pilota in leta 1931 specializacijo za zračno streljanje. Leta 1935 je se je izšolal še za nočno letenje. V času šolanja je ob eni priliki Karel večkrat preletel domačo hišo v Velenju z dvokrilnim letalom. Ob zadnjem obisku doma je zvonil v farni škalski cerkvi in povedal: »Tole je moje zadnje zvonjenje v Škalah, vojne, ki je pred vrati, gotovo ne bom preživel«.
V aprilski vojni je bil kot pilot 6. letalskega polka Kraljevega Jugoslovanskega letalstva baziran v Zemunu in je z Jugoslovanskim letalom Messerschmitt Bf 109E-3a  sodeloval pri obrambi Beograda. 6. aprila je pri napadu trojke letal Junkers Ju 87 na prestolnico sestrelil eno izmed njih, zaradi številčne premoči sovražnika pa je bilo njegovo letalo poškodovano, tudi sam je bil ranjen in prisiljen je bil pristati. Po pristanku so na letalu našteli 80 sovražnikovih zadetkov. Karel je hotel ponovno poleteti in ker je bilo njegovo letalo nezmožno poleta, je zahteval drugo. Poveljnik brigade polkovnik Rubčić mu je odstopil svoje letalo. Z njim je poletel ter v samostojnem napadu na sovražnikove štuke eno sestrelil, zaradi kričečih poveljniških oznak na letalu, ki ga je pilotiral, pa je bil hitro opažen in ob 12:43 (6.april 1941) so ga obkolili sovražnikovi lovci s koncentriranim ognjem. Štrbenkovo letalo se je vžgalo ter v plamenih padlo pri Glogonjskem ritu (kjer je tudi pokopan), pri tem je Karel izgubil življenje. Štrbenk se je nevedoč dvakrat neustrašno spopadel z nemškim letalskim asom Maxom-Hellmuthom Ostermannom (do smrti leta 1942 je ta dosegel 102 zračne zmage).
V Štrbenkov spomin so v Velenju 27. novembra leta 1984 z odlokom 015-2/84-1 o preimenovanju Celjske ceste po njemu poimenovali ulico Štrbenkova cesta.
Leta 2004 je predsednik Srbije in Črne gore Svetozar Marović posmrtno odlikoval Karla Štrbenka z odlikovanjem viteškega meča prve stopnje (srb. Orden viteškog mača, prvog stepena) za izjemne zasluge in dejanja pri obrambi jugoslovanskega zračnega prostora v aprilski vojni leta 1941.